# Зейнеп Єтгіл
Зейнеп Єтгіл (тур. Zeynep Yetgil; нар. 10 жовтня 2000, Ерзурум, провінція Ерзурум) — турецька борчиня вільного стилю, дворазова бронзова призерка чемпіонатів Європи, срібна призерка Середземноморських ігор, чемпіонка Ігор ісламської солідарності, учасниця Олімпійських ігор.

## Життєпис
Боротьбою почала займатися з 2010 року. Багаторазова призерка чемпіонатів Європи та світу в молодших вікових групах. чемпіонка Європи серед юніорів, дворазова чемпіонка Європи серед молоді.
Виступала за спортивні клуби «Avcilar Genclik Spor» та «Istanbul Buyuksehir Belediyespor» Стамбул. Тренер — Їлмаз Арслан (з 2016).

## Спортивні результати на міжнародних змаганнях

### Виступи на Олімпіадах
| Змагання                    | Збірна    | Вагова категорія          | Місце |
| --------------------------- | --------- | ------------------------- | ----- |
| Літні Олімпійські ігри 2024 | Туреччина | жіноча боротьба, до 53 кг | 8     |

### Виступи на Чемпіонатах світу
| Змагання                        | Збірна    | Вагова категорія          | Місце |
| ------------------------------- | --------- | ------------------------- | ----- |
| Чемпіонат світу з боротьби 2018 | Туреччина | жіноча боротьба, до 53 кг | 17    |
| Чемпіонат світу з боротьби 2019 | Туреччина | жіноча боротьба, до 53 кг | 15    |
| Чемпіонат світу з боротьби 2021 | Туреччина | жіноча боротьба, до 53 кг | 7     |
| Чемпіонат світу з боротьби 2022 | Туреччина | жіноча боротьба, до 53 кг | 11    |

### Виступи на Чемпіонатах Європи
| Змагання                         | Збірна    | Вагова категорія          | Місце  |
| -------------------------------- | --------- | ------------------------- | ------ |
| Чемпіонат Європи з боротьби 2019 | Туреччина | жіноча боротьба, до 53 кг | 9      |
| Чемпіонат Європи з боротьби 2020 | Туреччина | жіноча боротьба, до 53 кг | 14     |
| Чемпіонат Європи з боротьби 2021 | Туреччина | жіноча боротьба, до 53 кг | 8      |
| Чемпіонат Європи з боротьби 2022 | Туреччина | жіноча боротьба, до 53 кг | 5      |
| Чемпіонат Європи з боротьби 2023 | Туреччина | жіноча боротьба, до 53 кг | Бронза |
| Чемпіонат Європи з боротьби 2024 | Туреччина | жіноча боротьба, до 53 кг | Бронза |

### Виступи на Європейських іграх
| Змагання              | Збірна    | Вагова категорія          | Місце |
| --------------------- | --------- | ------------------------- | ----- |
| Європейські ігри 2019 | Туреччина | жіноча боротьба, до 53 кг | 5     |

### Виступи на Кубках світу
| Змагання                    | Збірна    | Вагова категорія          | Місце |
| --------------------------- | --------- | ------------------------- | ----- |
| Кубок світу з боротьби 2020 | Туреччина | жіноча боротьба, до 53 кг | 5     |

### Виступи на Середземноморських іграх
| Змагання                    | Збірна    | Вагова категорія          | Місце  |
| --------------------------- | --------- | ------------------------- | ------ |
| Середземноморські ігри 2022 | Туреччина | жіноча боротьба, до 53 кг | Срібло |

### Виступи на Іграх ісламської солідарності
| Змагання                          | Збірна    | Вагова категорія          | Місце  |
| --------------------------------- | --------- | ------------------------- | ------ |
| Ігри ісламської солідарності 2022 | Туреччина | жіноча боротьба, до 55 кг | Золото |

### Виступи на інших змаганнях
| Змагання                                                       | Збірна    | Вагова категорія          | Місце  |
| -------------------------------------------------------------- | --------- | ------------------------- | ------ |
| Турнір Яшара Догу 2020                                         | Туреччина | жіноча боротьба, до 53 кг | Бронза |
| Відкритий чемпіонат Польщі з боротьби 2020                     | Туреччина | жіноча боротьба, до 53 кг | 5      |
| Гран-прі Франції Анрі Деглана 2021                             | Туреччина | жіноча боротьба, до 53 кг | #Н/Д   |
| Олімпійський кваліфікаційний турнір з боротьби 2020 (Будапешт) | Туреччина | жіноча боротьба, до 53 кг | 13     |
| Олімпійський кваліфікаційний турнір з боротьби 2020 (Софія)    | Туреччина | жіноча боротьба, до 53 кг | 7      |
| Меморіал Іона Корнеану і Ладислава Сімона 2021                 | Туреччина | жіноча боротьба, до 53 кг | Бронза |
| Кубок Міжнародної федерації університетського спорту 2022      | Туреччина | жіноча боротьба, до 55 кг | Золото |
| Турнір Яшара Догу, Вехбі Емре і Гаміта Каплана 2023            | Туреччина | жіноча боротьба, до 53 кг | 6      |
| Турнір Яшара Догу, Вехбі Емре і Гаміта Каплана 2024            | Туреччина | жіноча боротьба, до 53 кг | Срібло |
| Олімпійський кваліфікаційний турнір з боротьби 2024 (Баку)     | Туреччина | жіноча боротьба, до 53 кг | 6      |
| Олімпійський кваліфікаційний турнір з боротьби 2024 (Стамбул)  | Туреччина | жіноча боротьба, до 53 кг | Бронза |
| Меморіал Імре Поляка та Яноша Варги 2024                       | Туреччина | жіноча боротьба, до 53 кг | Бронза |

### Виступи на змаганнях молодших вікових груп
| Змагання                                            | Збірна    | Вагова категорія          | Місце  |
| --------------------------------------------------- | --------- | ------------------------- | ------ |
| Балканський чемпіонат з боротьби серед кадетів 2015 | Туреччина | жіноча боротьба, до 46 кг | 4      |
| Чемпіонат Європи з боротьби серед кадетів 2016      | Туреччина | жіноча боротьба, до 49 кг | 10     |
| Чемпіонат світу з боротьби серед кадетів 2016       | Туреччина | жіноча боротьба, до 49 кг | Бронза |
| Чемпіонат Європи з боротьби серед кадетів 2017      | Туреччина | жіноча боротьба, до 52 кг | Срібло |
| Чемпіонат світу з боротьби серед кадетів 2017       | Туреччина | жіноча боротьба, до 49 кг | Бронза |
| Чемпіонат Європи з боротьби серед юніорів 2017      | Туреччина | жіноча боротьба, до 51 кг | 7      |
| Чемпіонат світу з боротьби серед юніорів 2017       | Туреччина | жіноча боротьба, до 48 кг | Бронза |
| Чемпіонат Європи з боротьби серед юніорів 2018      | Туреччина | жіноча боротьба, до 53 кг | Золото |
| Чемпіонат світу з боротьби серед юніорів 2018       | Туреччина | жіноча боротьба, до 53 кг | 12     |
| Чемпіонат Європи з боротьби серед юніорів 2019      | Туреччина | жіноча боротьба, до 53 кг | Срібло |
| Чемпіонат Європи з боротьби серед молоді 2018       | Туреччина | жіноча боротьба, до 53 кг | Золото |
| Чемпіонат світу з боротьби серед молоді 2018        | Туреччина | жіноча боротьба, до 53 кг | 13     |
| Чемпіонат Європи з боротьби серед молоді 2019       | Туреччина | жіноча боротьба, до 53 кг | Бронза |
| Чемпіонат світу з боротьби серед молоді 2019        | Туреччина | жіноча боротьба, до 53 кг | Бронза |
| Чемпіонат Європи з боротьби серед молоді 2021       | Туреччина | жіноча боротьба, до 53 кг | Срібло |
| Чемпіонат світу з боротьби серед молоді 2021        | Туреччина | жіноча боротьба, до 53 кг | Бронза |
| Чемпіонат Європи з боротьби серед молоді 2022       | Туреччина | жіноча боротьба, до 55 кг | Бронза |
| Чемпіонат світу з боротьби серед молоді 2022        | Туреччина | жіноча боротьба, до 53 кг | Бронза |
| Чемпіонат Європи з боротьби серед молоді 2023       | Туреччина | жіноча боротьба, до 53 кг | Золото |